# Cursa E3 Saxo Bank Classic 2022
Cursa E3 Saxo Bank Classic 2022 a fost ediția a 64-a cursei de ciclism E3 Saxo Bank Classic, cursă de o zi. S-a desfășurat pe data de 25 martie 2022 și face parte din calendarul UCI World Tour 2022. Cursa a fost câștigată de Wout van Aert (Team Jumbo–Visma). 

## Echipe participante
La această cursă au participat 25 de echipe: cele 18 din UCI World Tour invitate automat, la care s-au adăugat șapte echipe continentale care au primit wildcard-uri.

### Echipe UCI World
| - AG2R Citroën Team - Astana Qazaqstan Team - Bora–Hansgrohe - Cofidis - EF Education–EasyPost - Groupama–FDJ - Ineos Grenadiers - Intermarché–Wanty–Gobert Matériaux - Israel–Premier Tech | - Lotto Soudal - Movistar Team - Quick-Step Alpha Vinyl Team - Team Bahrain Victorious - Team BikeExchange - Team DSM - Team Jumbo–Visma - Trek-Segafredo - UAE Team Emirates |  |

### Echipe continentale profesioniste UCI
| - Alpecin–Fenix - Bardiani–CSF–Faizanè - B&B Hotels–KTM - Bingoal Pauwels Sauces WB | - Sport Vlaanderen–Baloise - Team TotalEnergies - Uno-X Pro Cycling Team |  |

## Rezultate
Rezultate oficiale
| Loc | Concurent          | Echipă                             | Timp       |
| --- | ------------------ | ---------------------------------- | ---------- |
| 1   | Wout van Aert      | Team Jumbo–Visma                   | 4h 38' 04" |
| 2   | Christophe Laporte | Team Jumbo–Visma                   | +0"        |
| 3   | Stefan Küng        | Groupama–FDJ                       | +1' 35"    |
| 4   | Matej Mohorič      | Team Bahrain Victorious            | +1' 36"    |
| 5   | Biniam Girmay      | Intermarché–Wanty–Gobert Matériaux | +1' 36"    |
| 6   | Valentin Madouas   | Groupama–FDJ                       | +1' 36"    |
| 7   | Jhonatan Narváez   | Ineos Grenadiers                   | +1' 36"    |
| 8   | Tiesj Benoot       | Team Jumbo–Visma                   | +1' 36"    |
| 9   | Dylan van Baarle   | Ineos Grenadiers                   | +1' 36"    |
| 10  | Kasper Asgreen     | Quick-Step Alpha Vinyl Team        | +1' 36"    |

## Legături externe
- Site web oficial